# Pargny

Pargny este o comună în departamentul Somme, Franța. În 1 ianuarie 2022 avea o populație de 196 de locuitori.